# سكانسانو
سكانسانو هي بلدة من القرون الوسطى، تقع في مقاطعة غروسيتو، توسكانا، وسط إيطاليا.
المنطقة التي تقع فيها بلدة سكانسانو تسمى ماريما.
منطقة سكانسونو هي موطن لإنتاج نوع من النبيذ يسمى بMorellino di Scansano

## فرازيوني
تتكون البلدية من مقر بلدية سكانسانو وقرى (فرازيوني) باتشينيلو ومونتورجيالي ومورسي وبانكول وبوجيوفيرو وبولفيرايا وبومونتي وبريسيل.